# ロリータ・シンドローム (ゲーム)
『ロリータ・シンドローム』（英: Lolita Syndrome）は、エニックス（現・スクウェア・エニックス）が1983年10月に発売したアダルトゲームである。エニックス主催の第2回ゲーム・ホビープログラムコンテストにおける受賞作であり、1980年代の日本におけるロリータ・コンプレックスブーム全盛期のなかでリリースされた本作はその内容の猟奇性から話題作となった。

## 背景・リリース
1980年代の日本ではロリータ・コンプレックスを取り扱った作品が流行し、当時は性的なコンテンツに対する表現規制が緩く、制作側が自主的に規制を行っていた。本作はその最中の1983年10月にエニックスによってリリースされた。本作に登場するヒロインのイラストを含め、漫画家である望月かつみが制作を手掛けている。PC-8801向けにはカセットテープもしくは5インチ2D媒体で、FM-7向けにはカセットテープ媒体でのみ発売された。

## ゲーム内容
「メゾン・ロリータ」という建物内には1号室から5号室までの部屋があり、そこに住む少女が主人公を待っており監禁された設定になっている。1号室では縛られた状態で台の上に仰向けに寝かせられた少女に丸型のチェーンソーが迫っていて、彼女を助けるためにはドアを開ける必要があり、ドアの鍵を10個の中から5回以内に選び出す必要がある。2号室では用意された10本のナイフから拘束された少女に向かって当たることなく投げナイフを行う。ただし、そのうち1本もしくは2本はナイフが曲がっており、これを選択した場合少女は命を落とす。3号室ではベッドに瀕死の少女が横たわっており、赤・緑・黄色の3種の薬の中から正解の薬を1つ選び、胸・腹・性器の3箇所のうち正しい箇所を選択すれば少女は回復する。続いて4号室では少女とじゃんけんを行う内容でプレイヤーが勝つたびに服を脱がせられるが、1度負けると全ての服が戻るシステムで7回連続で勝ち上がる必要がある。これらのゲームではランダムで正解が決定する運試しとなっており、救出に成功すればもしくは勝負に勝てばご褒美としてヒロインのヌードを閲覧することが出来る。最後の5号室では少女の写真撮影ができる内容となっている。

## 批評・反響
本作はエニックス主催の第2回ゲーム・ホビープログラムコンテストで入選作を受賞し、それを受けて製品化がなされた。リリースされた後、続編を望まれるほどユーザから大きな支持を得た作品となり、特にゲームオーバー時にヒロインが凄惨な死を遂げる内容が話題となった。本作の続編に値する作品『マイ・ロリータ』はコーエーから1985年に発表されており、同じく望月かつみが制作を担当した。
評論家たちのコメントによれば、本作は問題作であるという見解で概ね一致している。パソコンゲーム雑誌の編集者である前田尋之の公式サイト「電脳世界のひみつ基地」においてライターの松田は、同年代にリリースされたアダルトゲーム『団地妻の誘惑』に比べて「蠱惑的」、『マリちゃん危機一髪』に比べて「猟奇的」な作品であると位置づけている。また、ロリコンと猟奇性が合わさった内容についてあまりにもとがった個性を持ったゲームと評し、ロリコンブームの中で本作がリリースされた衝撃は大きかったと述べている。さらに、前田は本作のレビューコラムの中で1980年代の表現規制が「大らかな時代でも異彩を放っていた」と述べており、本作はエニックスが制作したゲームの中でも「史上最凶の美少女ゲームの座に君臨し続けるであろう」と締めくくっている。アダルトゲームを批評する書籍『超エロゲー』の著者の1人である多根清史は、猟奇的な内容を含む本作がそれでもリリース出来たのは、1980年代当時にゲームは主に大人が嗜むものであった時代背景によるものと指摘し、本作はエニックスによるアダルトゲーム作品の中で「一番の問題作」と言及している。他にも、漫画家のJ・さいろーはアダルトゲーム雑誌『BugBug』誌上のコラムにおいて、エニックスの問題作と言及し、『マリちゃん危機一髪』と並んで同社のキテレツ路線の一役を担い「電ノコゲームの一大流派を成す」と述べた。
登場ヒロインのグラフィックに関しても賛否両論がある。ライターの松田は閉じ込められた少女たちが露骨な画風ではなく、無垢な少女として描かれている点がギャップを感じさせるとした。多根はヒロインの身体について「樽ボディ」と形容したものの、好みのユーザもいるだろうと評価している。アメリカのユーモア誌『Cracked』のウェブサイト「Cracked.com」のライター・Maxwell Yezpitelokは、アダルトゲーム『マリちゃん危機一髪』に登場するヒロインは成人しているように見える一方、『ロリータ・シンドローム』のヒロインは「10歳程度である」"no older than 10" と指摘し、「〔本作は〕性的に挑発的な幼児が登場する」"it includes sexually suggestive toddlers" と言及した。なおゲームのタイトル画面に登場する少女に関して、本編に出番はないため、作品のイメージキャラクターではないかとJ・さいろーが指摘している。
また、ゲームシステムについてアダルトゲームの歴史についてまとめた書籍『エロゲー文化研究概論 増補改訂版』の著者である宮本直毅は、本作はランダムで正解が決定するゲームでありながらプレイヤーはミスなく正解を当て続ける必要があり、難易度が「鬼」のようであると形容した。

### 雑誌記事
- ゲームラボ編集部（編）「今だから振り返ってみたい美少女ゲームの世界 1981 - 2016 美少女ゲームの歴史① 黎明編」『月刊ゲームラボ 2016年6月号』、三才ブックス、2016年、66 - 68頁。 - Kindle Unlimitedにて閲覧。電子書籍版に著者は明示されていないが、前田尋之が公式サイトにて著書として掲載。
- BugBug編集部（編）「びじょげーBROS 懐かし美少女ゲームコラム CLUB EARLY TIMES 第2回・電ノコ文化（前編）ロリータシンドローム (ENIX)」『BugBug 2000年7月号』、マガジン・マガジン、2000年、189頁。
- BugBug編集部（編）「びじょげーBROS 懐かし美少女ゲームコラム CLUB EARLY TIMES 第3回・電ノコ文化（後編）「マリちゃん危機一髪」 (ENIX)」『BugBug 2000年8月号』、マガジン・マガジン、2000年、189頁。

### 書籍
- 宮本直毅「ロリコンソフトの隆盛 〜PSK大活躍の巻〜」『エロゲー文化研究概論 増補改訂版』（第1版第1刷）総合科学出版、2017年5月15日、32-36頁。ISBN 978-4-88181-859-6。
- 前田尋之「ロリータ・シンドローム」『ぼくたちの美少女ゲーム クロニクル』（第二刷）オークス、2016年8月8日、11頁。ISBN 978-4-7990-0809-6。
- 多根清史 著「ロリータ・シンドローム」、林幸生 編『超エロゲー』（第1刷）太田出版、2006年12月4日、17-18頁。ISBN 4-7783-1052-7。